# لوسیانو لورو
لوسیانو لورو (ایتالیایی: Luciano Loro؛ زادهٔ ۷ نوامبر ۱۹۵۴) دوچرخه‌سوار اهل ایتالیا است.